# Straßenradsport-Weltmeisterschaften 2018

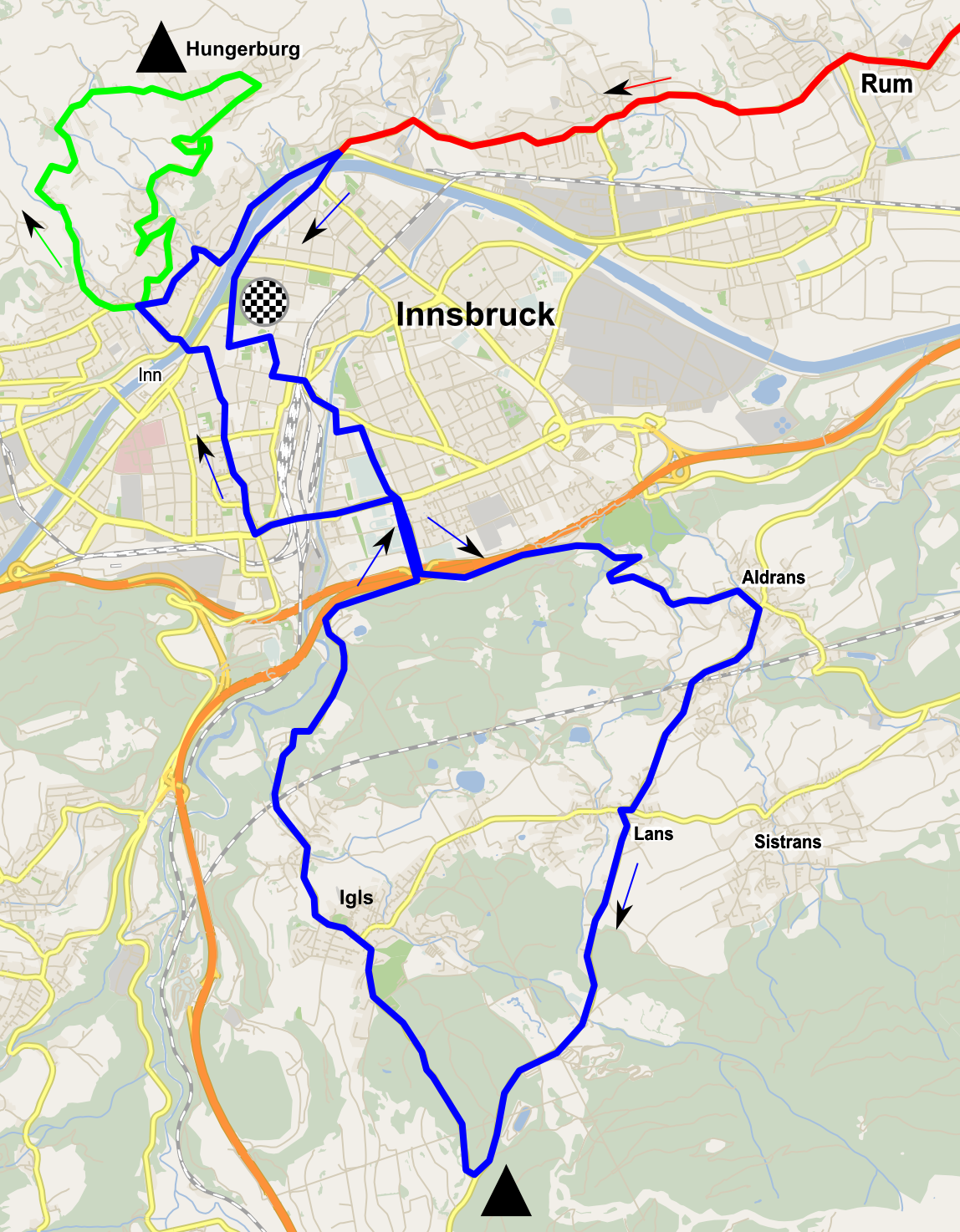
Streckenführung: die blaue Runde („Olympiarunde“) wurde für alle Rennen genutzt, die grüne Schleife („Höttinger Höll“) wurde von den Elite-Männern zusätzlich ein Mal befahren.

Die Straßenradsport-Weltmeisterschaften 2018 fanden vom 22. bis 30. September im österreichischen Innsbruck statt. Es waren die dritten Straßenweltmeisterschaften nach 1987 in Villach und 2006 in Salzburg, die in Österreich ausgetragen wurden.
Die Weltmeisterschaften setzten sich aus insgesamt zwölf Wettbewerben zusammen, je einem Straßenrennen, Mannschaftszeitfahren sowie einem Einzelzeitfahren für Männer und Frauen sowie je einem Straßenrennen und einem Einzelzeitfahren für U23-Fahrer, Junioren und Juniorinnen. Die operative Durchführung der Rennen wurde von den Organisatoren der Tour de Suisse übernommen. Die Wettbewerbe waren sehr anspruchsvoll: Das 265 Kilometer lange Straßenrennen der Männer führte über neun Anstiege mit etwa 5000 Höhenmetern.
Mehr als 1000 Athletinnen und Athleten gingen an den Start. Mit Mojtaba Majizadeh, der im Straßenrennen der Junioren startete, war erstmals bei einer Straßen-WM ein Fahrer aus Afghanistan am Start.

## Wettkämpfe
| Datum                     | Zeit                  | Klasse                | Distanz (km)          | Runden                | Höhenmeter            | Weltmeister 2018      | Weltmeister 2017      |
| Mannschaftszeitfahren     | Mannschaftszeitfahren | Mannschaftszeitfahren | Mannschaftszeitfahren | Mannschaftszeitfahren | Mannschaftszeitfahren | Mannschaftszeitfahren | Mannschaftszeitfahren |
| ------------------------- | --------------------- | --------------------- | --------------------- | --------------------- | --------------------- | --------------------- | --------------------- |
| Sonntag, 23. September    | 10:10                 | Elite Frauen          | 54,1                  |                       | 152                   | Canyon SRAM Racing    | Team Sunweb           |
| Sonntag, 23. September    | 14:40                 | Elite Männer          | 62,4                  |                       | 427                   | Quick-Step Floors     | Team Sunweb           |
| Einzelzeitfahren          |                       |                       |                       |                       |                       |                       |                       |
| Montag, 24. September     | 10:10                 | Juniorinnen           | 19,8                  |                       | 192                   | Rozemarijn Ammerlaan  | Elena Pirrone         |
| Montag, 24. September     | 14:40                 | Männer U 23           | 27,7                  |                       | 262                   | Mikkel Bjerg          | Mikkel Bjerg          |
| Dienstag, 25. September   | 10:10                 | Junioren              | 27,7                  |                       | 262                   | Remco Evenepoel       | Tom Pidcock           |
| Dienstag, 25. September   | 14:40                 | Elite Frauen          | 27,7                  |                       | 262                   | Annemiek van Vleuten  | Annemiek van Vleuten  |
| Mittwoch, 26. September   | 14:10                 | Elite Männer          | 52,1                  |                       | 654                   | Rohan Dennis          | Tom Dumoulin          |
| Straßenrennen             |                       |                       |                       |                       |                       |                       |                       |
| Donnerstag, 27. September | 9:10                  | Juniorinnen           | 71,7                  | 1 kurze               | 975                   | Laura Stigger         | Elena Pirrone         |
| Donnerstag, 27. September | 14:40                 | Junioren              | 132,4                 | 2 kurze               | 1916                  | Remco Evenepoel       | Julius Johansen       |
| Freitag, 28. September    | 12:10                 | Männer U 23           | 179,9                 | 4 kurze               | 2907                  | Marc Hirschi          | Benoît Cosnefroy      |
| Samstag, 29. September    | 12:00                 | Elite Frauen          | 156,2                 | 3 kurze               | 2413                  | Anna van der Breggen  | Chantal Blaak         |
| Sonntag, 30. September    | 09:40                 | Elite Männer          | 258,5                 | 6 + 1 lange           | 4670                  | Alejandro Valverde    | Peter Sagan           |

## Ergebnisse Frauen

### Straßenrennen

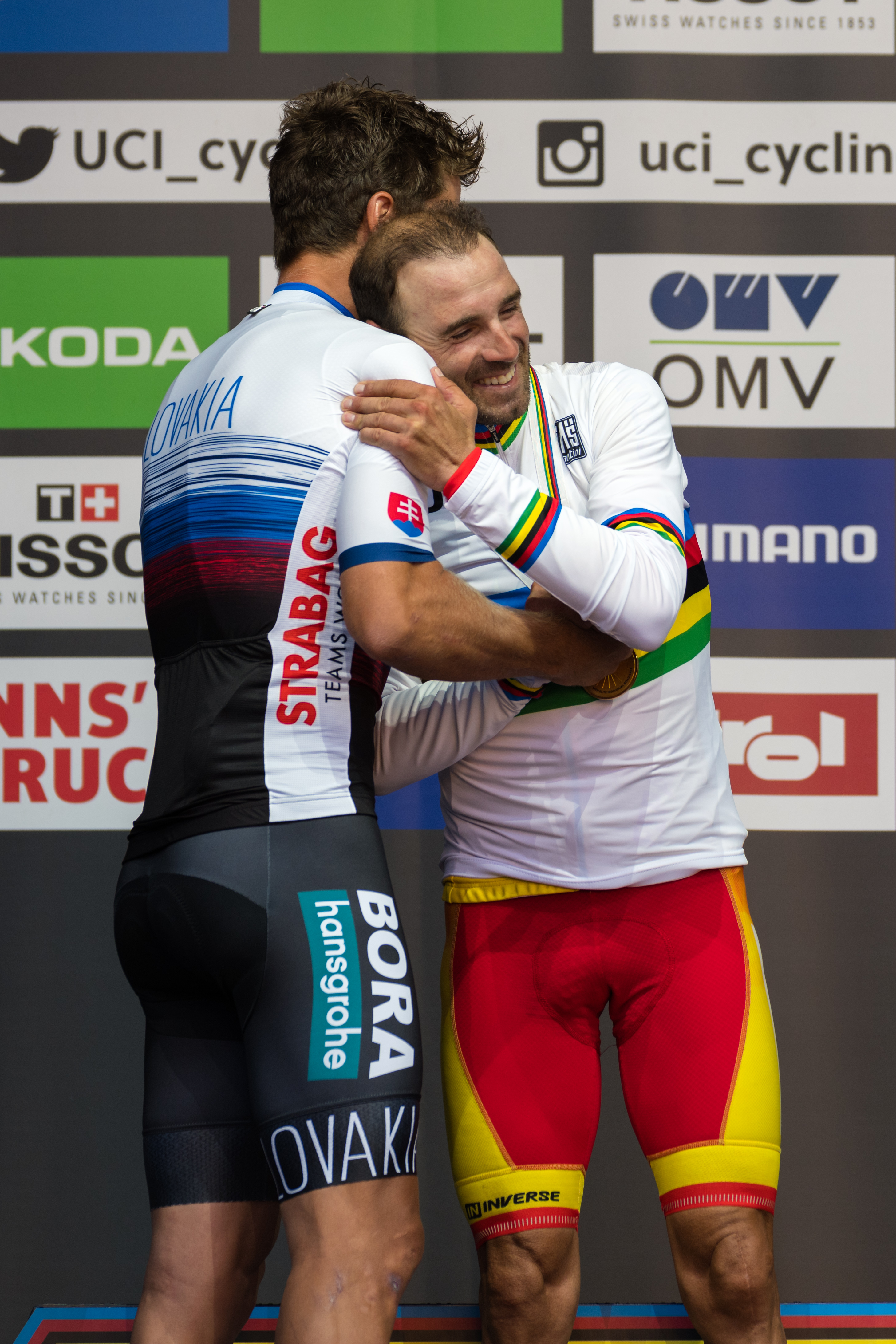
Peter Sagan (l.) gratuliert seinem Nachfolger als Weltmeister

| Platz | Athletin             | Land | Zeit        |
| ----- | -------------------- | ---- | ----------- |
| 1     | Anna van der Breggen | NED  | 4:11:04 h   |
| 2     | Amanda Spratt        | AUS  | + 3:42 min  |
| 3     | Tatiana Guderzo      | ITA  | +5:26 min   |
| 4     | Emilia Fahlin        | SWE  | + 6:13 min  |
| 5     | Małgorzata Jasińska  | POL  | gl. Zeit    |
| 6     | Karol-Ann Canuel     | CAN  | + 6:17 min  |
| 7     | Annemiek van Vleuten | NED  | + 7:05 min  |
| 8     | Amy Pieters          | NED  | gl. Zeit    |
| 9     | Lucinda Brand        | NED  | + 7:17 min  |
| 10    | Ruth Winder          | USA  | gl. Zeit    |
|       |                      | …    |             |
| 18    | Clara Koppenburg     | GER  | gl. Zeit    |
| 22    | Jolanda Neff         | SUI  | gl. Zeit    |
| 36    | Sina Frei            | SUI  | + 8:18 min  |
| 46    | Liane Lippert        | GER  | + 10:58 min |
| 59    | Angelika Tazreiter   | AUT  | + 14:26 min |
| 81    | Sarah Rijkes         | AUT  | + 23:06 min |

Streckenlänge: 155,6 Kilometer

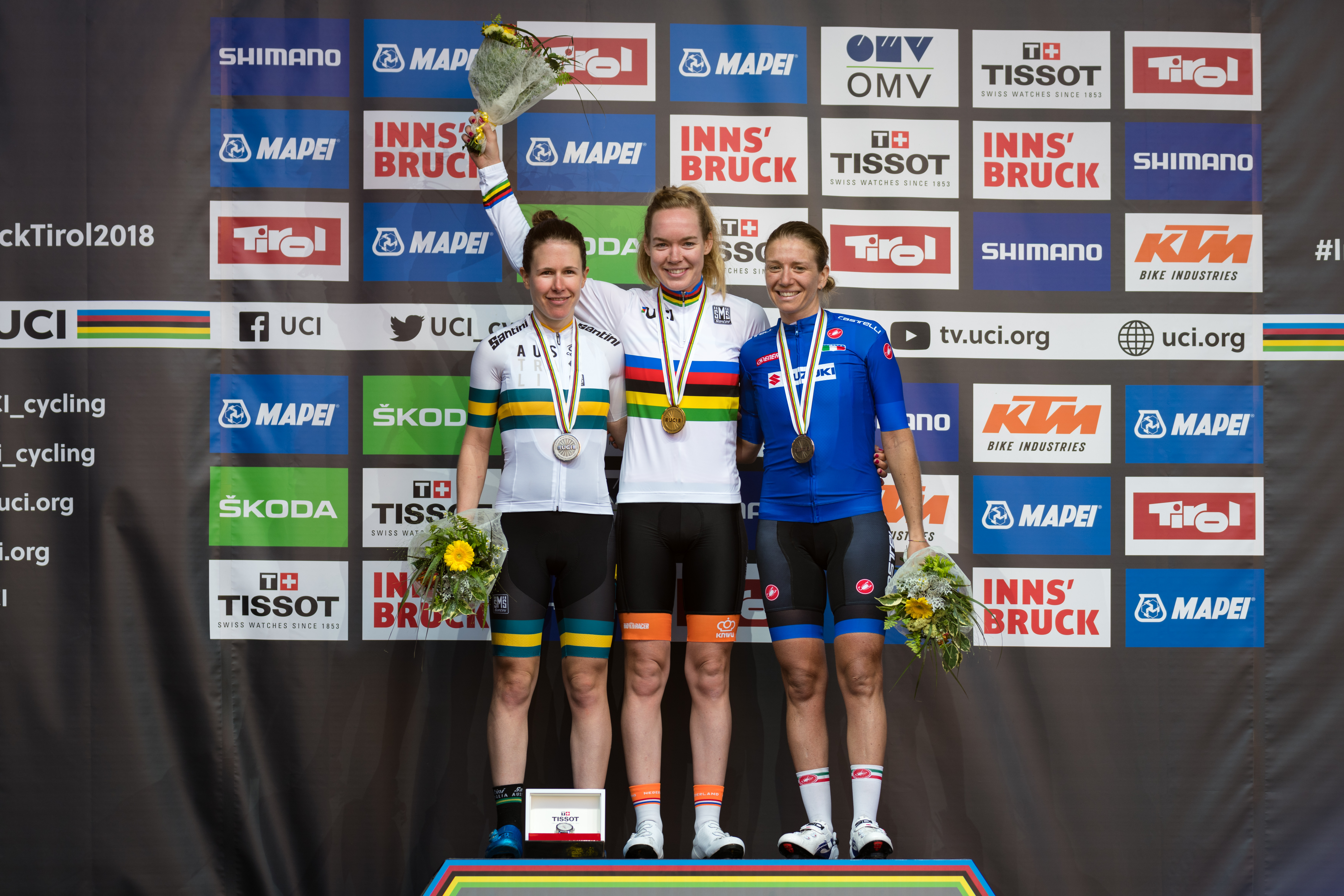
Anna van der Breggen (m.) wurde erstmals Weltmeisterin, Amanda Spratt (l.) gewann Silber und Tatiana Guderzo (r.) holte Bronze

Weltmeisterin wurde Anna van der Breggen, die rund 42 Kilometer vor dem Ziel nach einer Tempoverschärfung von Zeitfahrweltmeisterin Annemiek van Vleuten zur führenden Gruppe aufschloss und kurz darauf ihre einzige aus der vormaligen Spitzengruppe verbliebene Begleiterin, Amanda Spratt, distanzierte.
Es waren 149 Fahrerinnen aus 48 Nationen am Start, von denen 68 das Ziel nicht erreichten. Vorzeitig beendet haben das Rennen u. a. Lisa Brennauer, Trixi Worrack, Charlotte Becker, Kathrin Hammes und Christa Riffel aus Deutschland; Nicole Hanselmann aus der Schweiz; Martina Ritter aus Österreich.

### Einzelzeitfahren

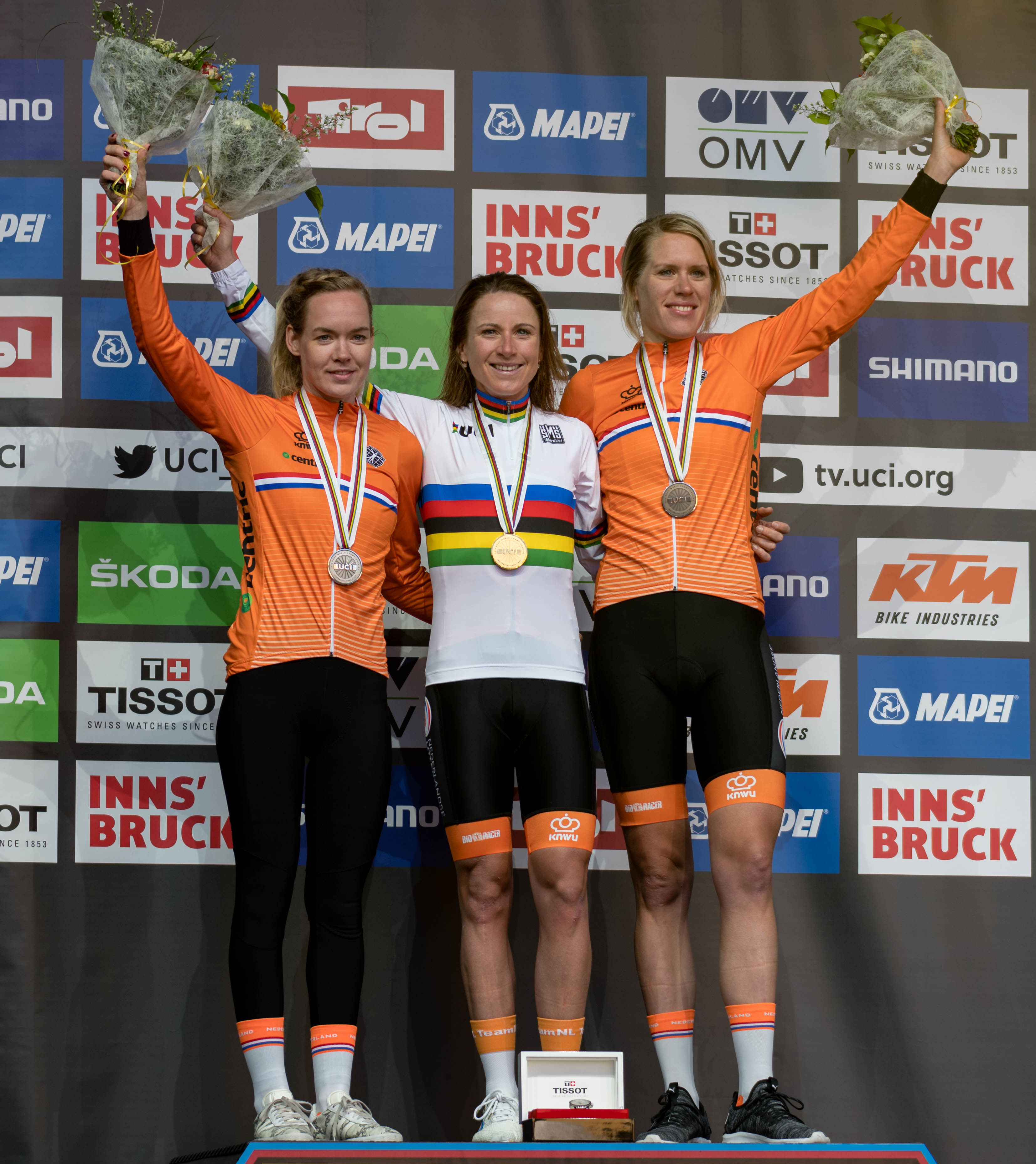
Im Zeitfahren der Frauen standen drei Niederländerinnen auf dem Podium (v. l. n. r.): Anna van der Breggen, Annemiek van Vleuten, Ellen van Dijk

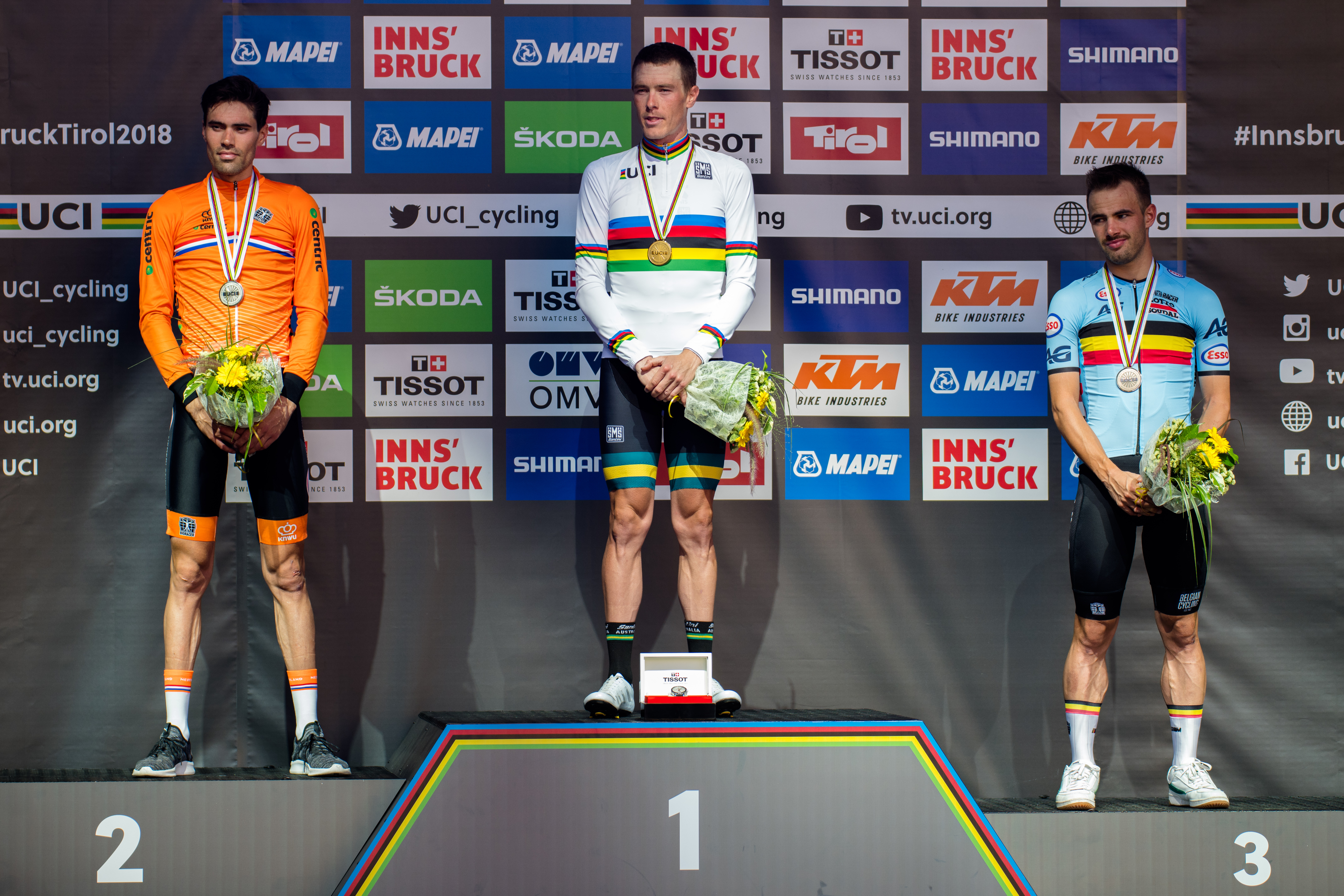
Das Podium im Zeitfahren der Männer (v. l. n. r.): Tom Dumoulin, Rohan Dennis, Victor Campenaerts

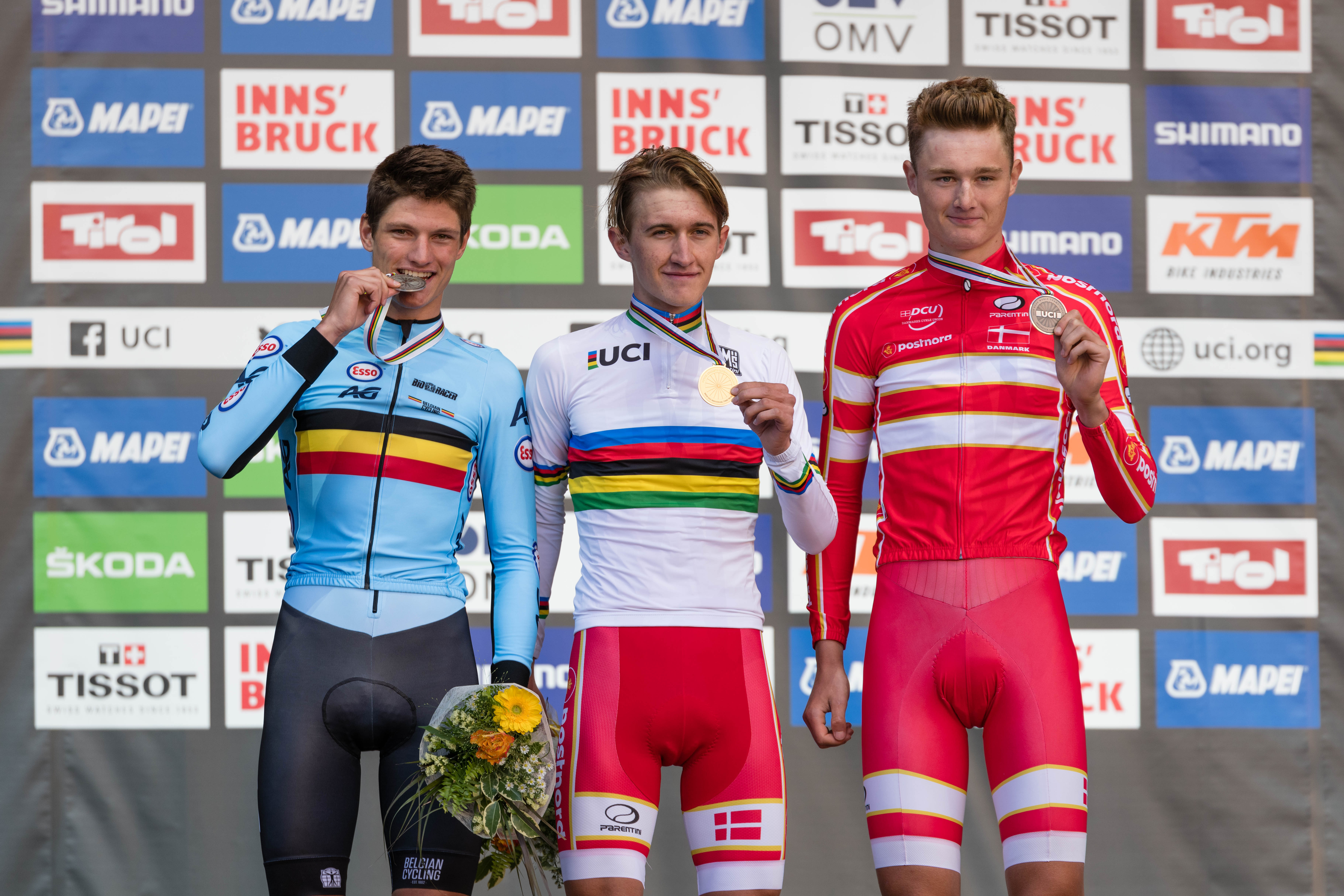
Podium der U23-Männer im Zeitfahren (v. l. n. r.): Brent Van Moer, Mikkel Bjerg, Mathias Norsgaard

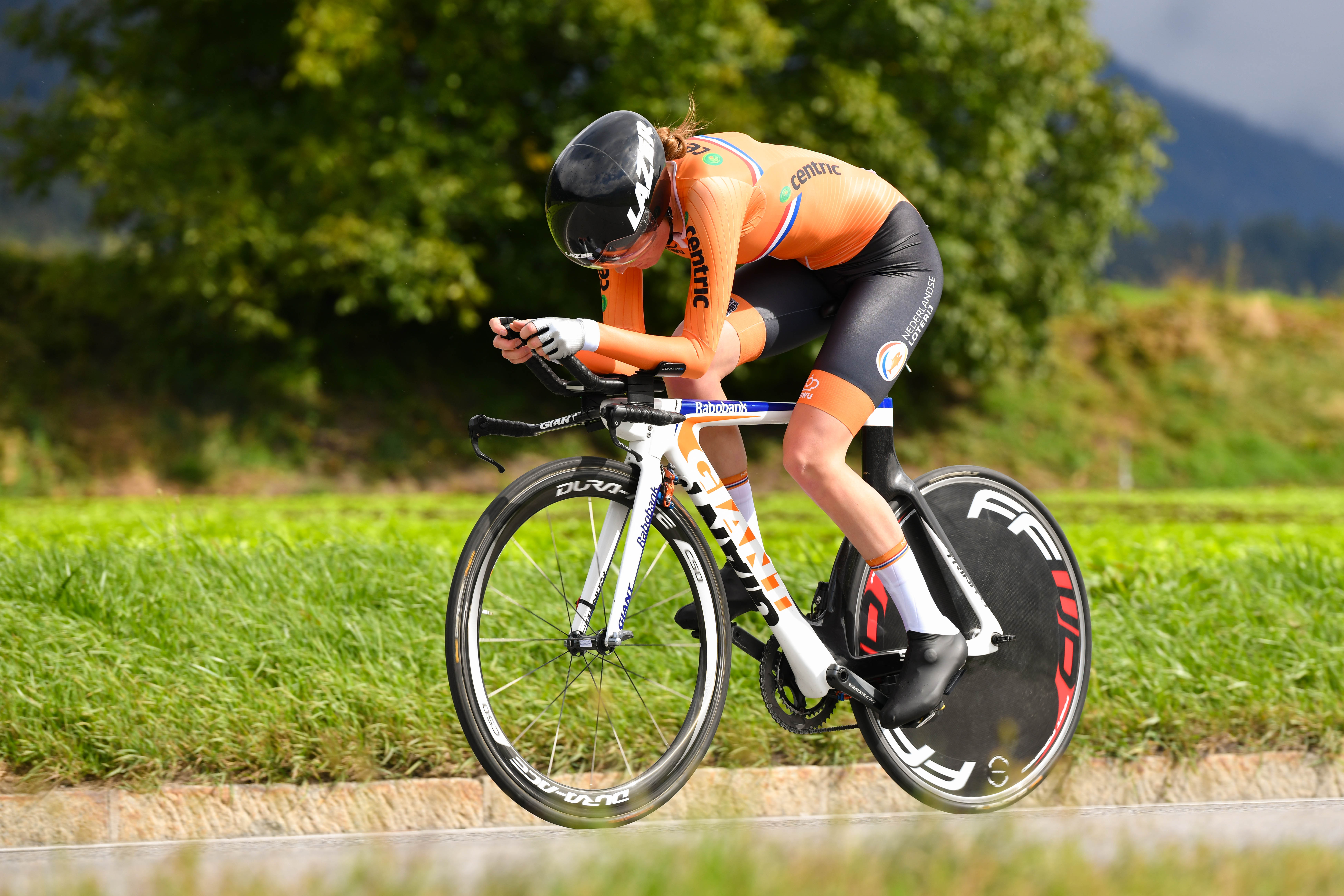
Die Niederländerin Rozemarijn Ammerlaan entschied das Einzelzeitfahren für sich

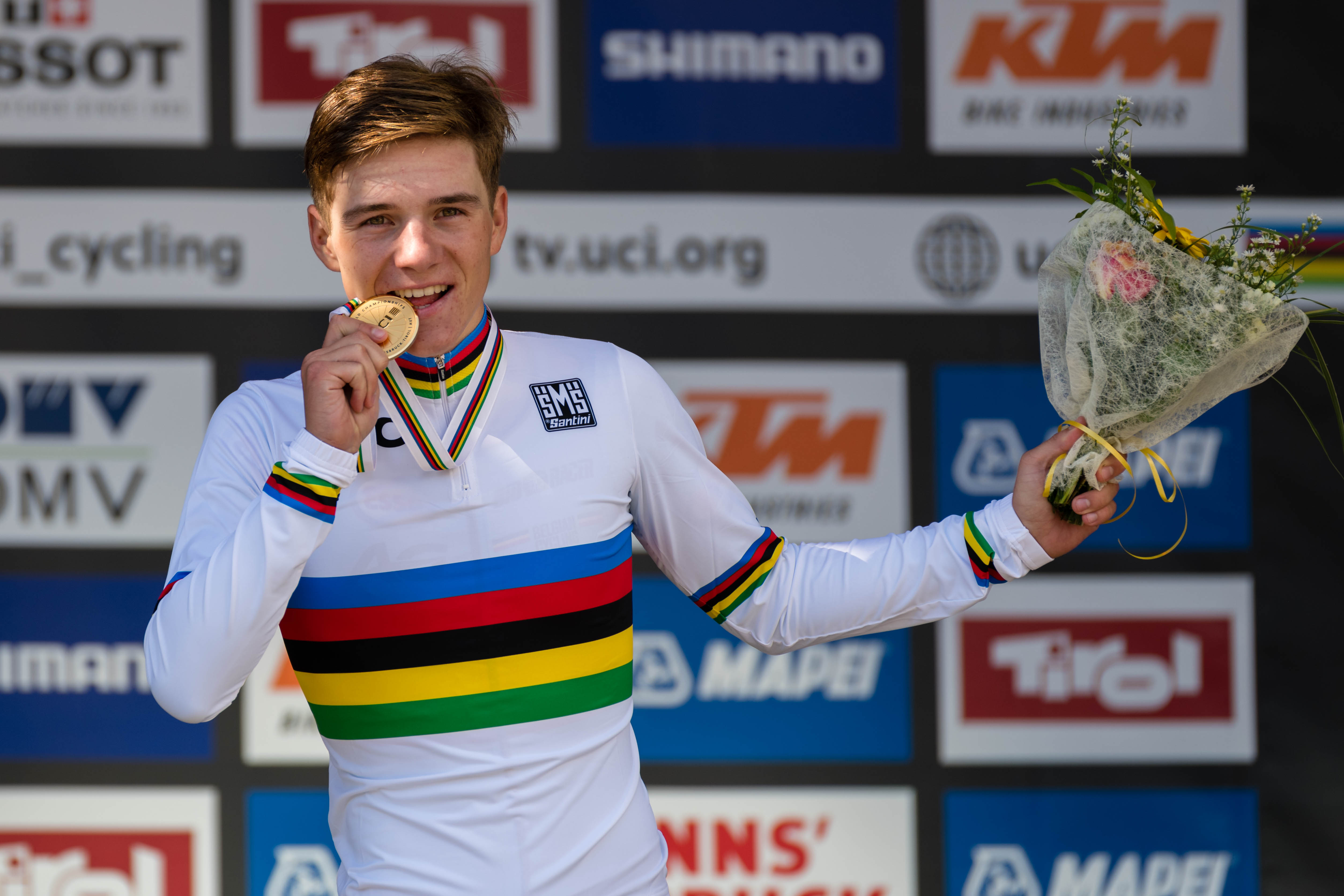
Remco Evenepoel gewann auch den Zeitfahr-Titel bei den Junioren

| Platz | Athletin             | Land | Zeit (min)             | Abstand (min) |
| ----- | -------------------- | ---- | ---------------------- | ------------- |
| 1     | Annemiek van Vleuten | NED  | 34:25,36 (48,282 km/h) |               |
| 2     | Anna van der Breggen | NED  | 34:54,35               | + 0:28,99     |
| 3     | Ellen van Dijk       | NED  | 35:50.55               | + 1:25,19     |
| 4     | Leah Kirchmann       | CAN  | 35:52,17               | + 1:26,81     |
| 5     | Leah Thomas          | USA  | 35:57,75               | + 1:32,39     |
| 6     | Lucinda Brand        | NED  | 36:07,95               | + 1:42,59     |
| 7     | Amber Neben          | USA  | 36:12,87               | + 1:47,51     |
| 8     | Karol-Ann Canuel     | CAN  | 36:41,22               | + 2:15,86     |
| 9     | Elisa Longo Borghini | ITA  | 36:42,48               | + 2:17,12     |
| 10    | Tayler Wiles         | USA  | 36:56,52               | + 2:31,16     |
|       |                      | …    |                        |               |
| 14    | Lisa Brennauer       | GER  | 37:14,30               | + 2:48,94     |
| 15    | Trixi Worrack        | GER  | 37:27,48               | + 3:02,12     |
| 17    | Marlen Reusser       | SUI  | 37:36,65               | + 3:11,29     |
| 25    | Martina Ritter       | AUT  | 38:16,56               | + 3:51,20     |
| 37    | Barbara Mayer        | AUT  | 39:06,23               | + 4:40,87     |

Streckenlänge: 27,7 Kilometer

Es starteten 52 Fahrerinnen aus 34 Ländern, eine Sportlerin konnte das Rennen nicht beenden.

### Mannschaftszeitfahren

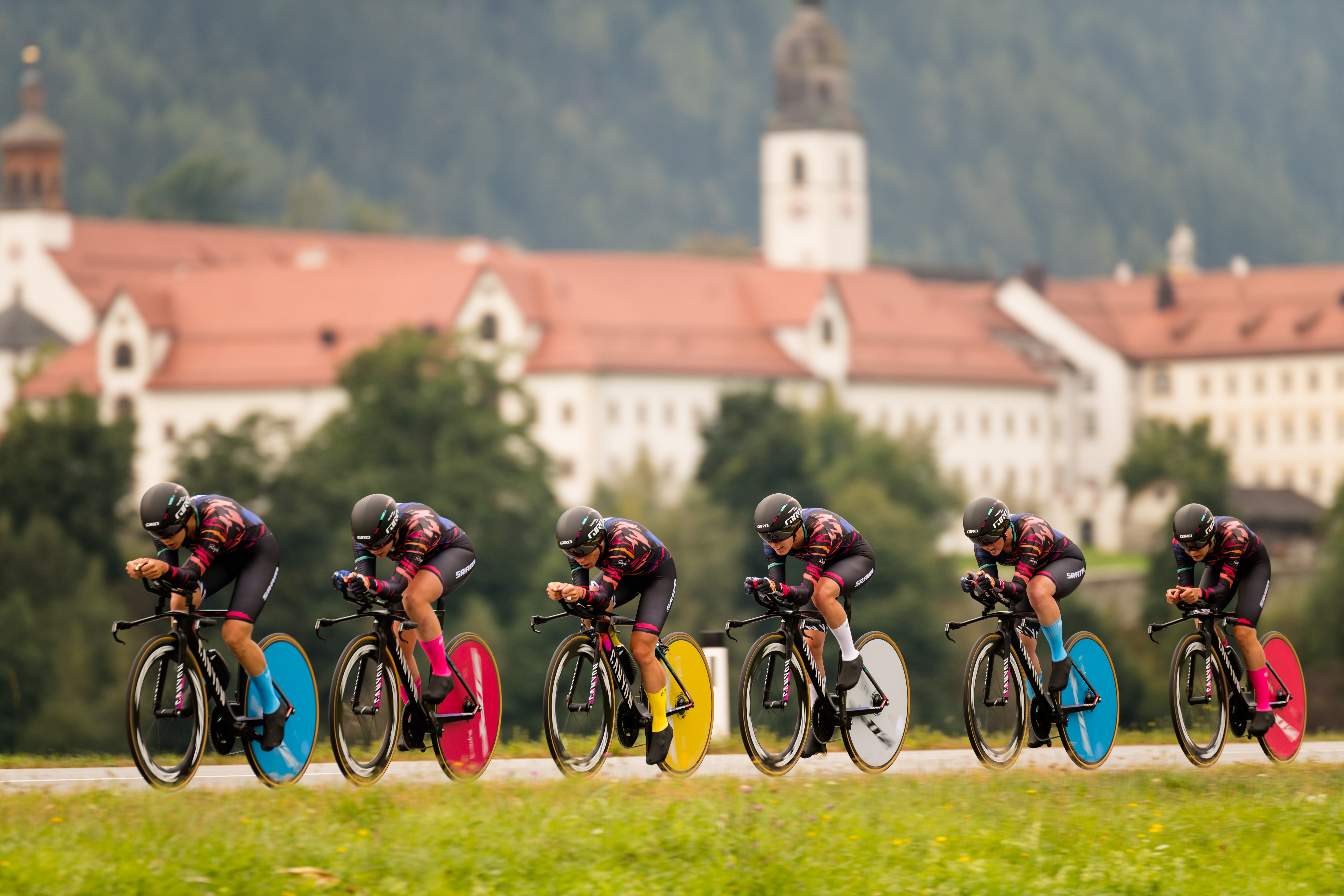
Das siegreiche Team von Canyon SRAM Racing auf der Strecke

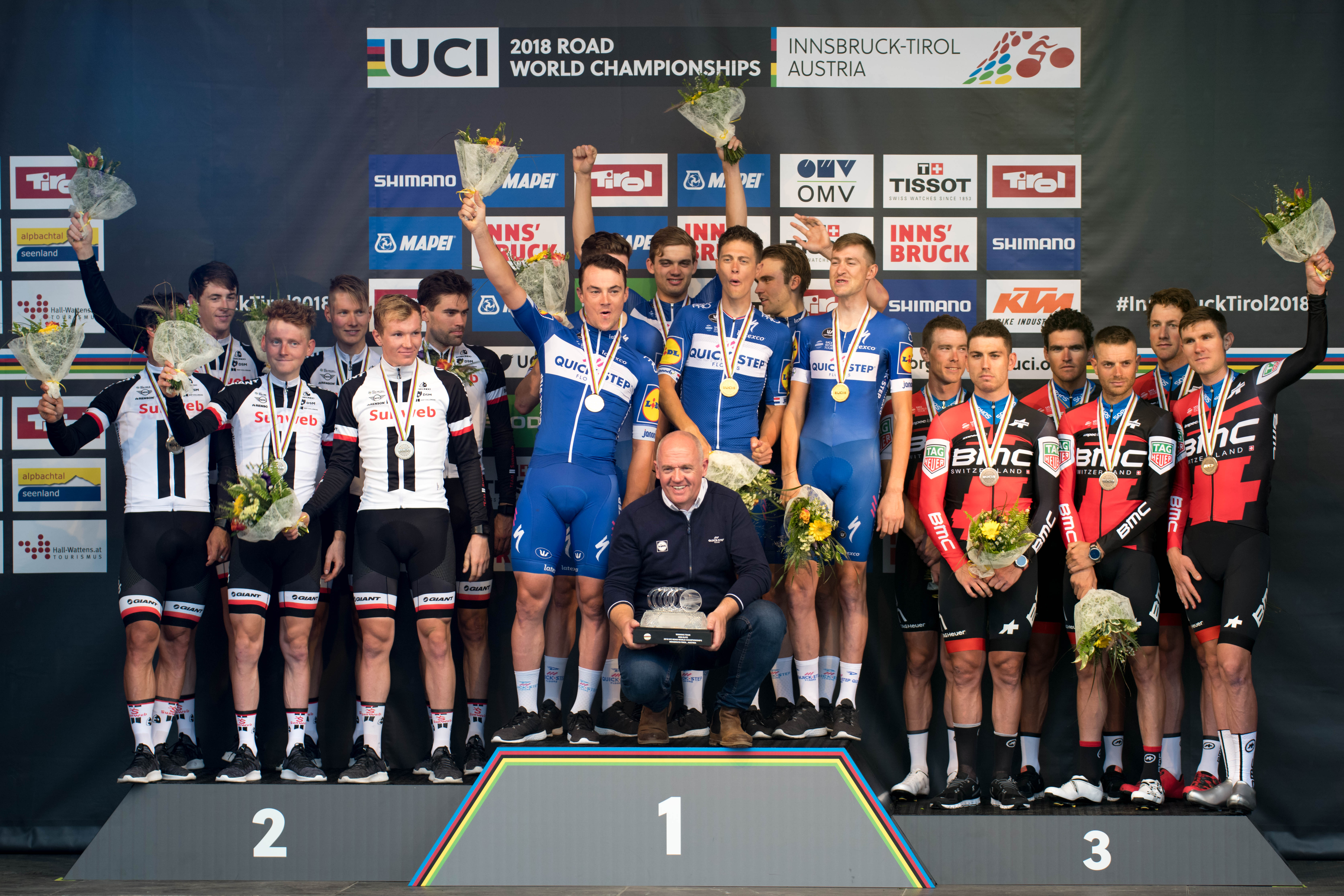
Das Podium des Mannschaftszeitfahrens

| Platz | Team               | Athletinnen | Zeit                       |
| ----- | ------------------ | --- | -------------------------- |
| 1     | Canyon SRAM Racing | Hannah Barnes / Elena Cecchini / Alice Barnes / Trixi Worrack / Lisa Klein / Alena Amjaljussik                    | 1:01:46,60 h (52,544 km/h) |
| 2     | Boels Dolmans      | Christine Majerus / Amalie Dideriksen / Amy Pieters / Karol-Ann Canuel / Anna van der Breggen / Chantal Blaak     | + 21,90 s                  |
| 3     | Team Sunweb        | Liane Lippert / Coryn Rivera / Ellen van Dijk / Lucinda Brand / Leah Kirchmann / Pernille Mathiesen               | + 28,67 s                  |
| 4     | Wiggle High5       | Emilia Fahlin / Kirsten Wild / Annette Edmondson / Lisa Brennauer / Audrey Cordon / Katie Archibald               | + 57,38 s                  |
| 5     | Mitchelton Scott   | Jessica Allen / Lucy Kennedy / Sarah Roy / Gracie Elvin / Jolien D’hoore / Georgia Williams                       | + 1:29,77 min              |
| 6     | Team Virtu Cycling | Barbara Guarischi / Doris Schweizer / Mieke Kröger / Sara Penton / Trine Schmidt / Louise Norman Hansen           | + 2:06,23 min              |
| 7     | BTC City Ljubljana | Eugenia Bujak / Hanna Nilsson / Polona Batagelj / Maaike Boogaard / Corinna Lechner / Anastasiia Jakowenko        | + 3:08,44 min              |
| 8     | Valcar PBM         | Alessia Vigilia / Ilaria Sanguineti / Maria Giulia Confalonieri / Elisa Balsamo / Chiara Consonni / Marta Cavalli | + 3:35,36 min              |

Streckenlänge: 54,1 Kilometer

Insgesamt nahmen zwölf Teams teil.

## Ergebnisse Männer

### Straßenrennen
| Platz | Athlet                | Land | Zeit        |
| ----- | --------------------- | ---- | ----------- |
| 1     | Alejandro Valverde    | ESP  | 6:46:41 h   |
| 2     | Romain Bardet         | FRA  | gl. Zeit    |
| 3     | Michael Woods         | CAN  | gl. Zeit    |
| 4     | Tom Dumoulin          | NED  | gl. Zeit    |
| 5     | Gianni Moscon         | ITA  | + 13 s      |
| 6     | Roman Kreuziger       | CZE  | + 43 s      |
| 7     | Michael Valgren       | DEN  | gl. Zeit    |
| 8     | Julian Alaphilippe    | FRA  | gl. Zeit    |
| 9     | Thibaut Pinot         | FRA  | gl. Zeit    |
| 10    | Rui Costa             | POR  | gl. Zeit    |
|       |                       | …    |             |
| 24    | Simon Geschke         | GER  | + 1:54 min  |
| 26    | Mathias Frank         | SUI  | gl. Zeit    |
| 32    | Sébastien Reichenbach | SUI  | + 2:42 min  |
| 45    | Michael Gogl          | AUT  | + 5:56 min  |
| 46    | Emanuel Buchmann      | GER  | gl. Zeit    |
| 60    | Steve Morabito        | SUI  | + 13:05 min |
| 74    | Nico Denz             | GER  | + 18:17 min |

Streckenlänge: 258,0 Kilometer

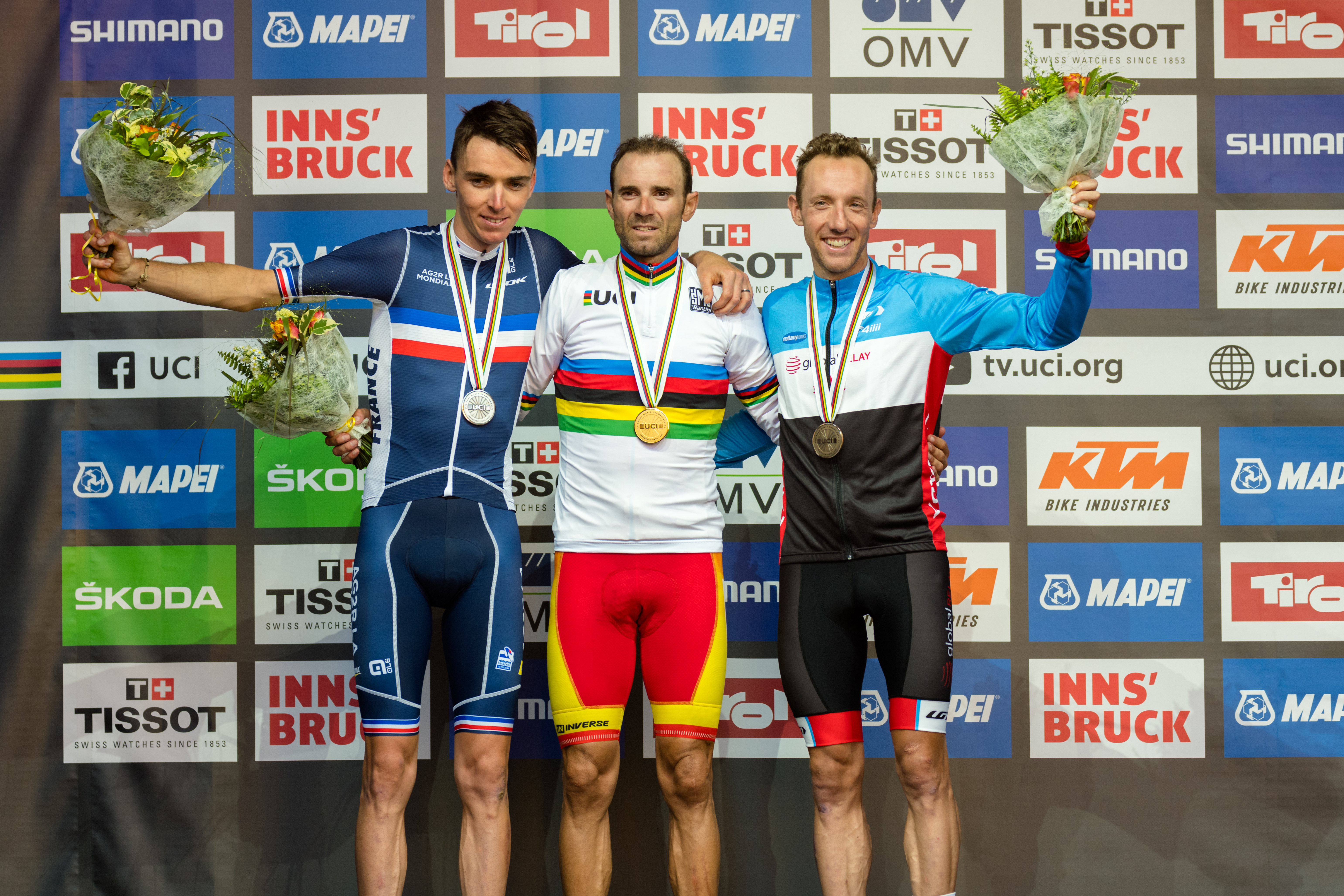
Podium der Männer (v. l. n. r.): Romain Bardet, Alejandro Valverde und Michael Woods

Weltmeister wurde Alejandro Valverde, nachdem er Romain Bardet, Michael Woods und Tom Dumoulin im Sprint einer vierköpfigen Spitzengruppe, die sich am letzten Anstieg gebildet hatte, schlug.
Es gingen 188 Fahrer aus 44 Nationen an den Start, von denen sich 76 platzieren konnten. Vorzeitig beendet haben das Rennen u. a. die Deutschen Marcus Burghardt, Maximilian Schachmann, Paul Martens, die Österreicher Felix Großschartner, Gregor Mühlberger, Lukas Pöstlberger und Georg Preidler sowie die Schweizer Kilian Frankiny, Patrick Schelling und Michael Schär.
.

### Einzelzeitfahren
| Platz | Athlet                | Land | Zeit (h)                 | Abstand (min) |
| ----- | --------------------- | ---- | ------------------------ | ------------- |
| 1     | Rohan Dennis          | AUS  | 1:03:02,57 (49,585 km/h) |               |
| 2     | Tom Dumoulin          | NED  | 1:04:23,66               | + 1:21,09     |
| 3     | Victor Campenaerts    | BEL  | 1:04:24,19               | + 1:21,62     |
| 4     | Michał Kwiatkowski    | POL  | 1:05:07,15               | + 2:04,58     |
| 5     | Nélson Oliveira       | POR  | 1:05:16,91               | + 2:14,34     |
| 6     | Jonathan Castroviejo  | ESP  | 1:05:20,10               | + 2:17,53     |
| 7     | Tony Martin           | GER  | 1:05:27,80               | + 2:25,23     |
| 8     | Patrick Bevin         | NZL  | 1:05:37,35               | + 2:34,78     |
| 9     | Wassil Kiryjenka      | BLR  | 1:06:10,11               | + 3:07,54     |
| 10    | Martin Toft Madsen    | DEN  | 1:06:25,96               | + 3:23,39     |
|       |                       | …    |                          |               |
| 11    | Maximilian Schachmann | GER  | 1:06:42,52               | + 3:39,95     |
| 12    | Stefan Küng           | SUI  | 1:06:46,80               | + 3:44,23     |
| 26    | Matthias Brändle      | AUT  | 1:07:53,77               | + 4:51,20     |
| 36    | Georg Preidler        | AUT  | 1:09:15,17               | + 6:12,60     |
| 47    | Silvan Dillier        | SUI  | 1:10:06,42               | + 7:03,85     |

Streckenlänge: 52,1 Kilometer

Es gingen 61 Fahrer aus 40 Nationen an den Start.

### Mannschaftszeitfahren
| Platz | Team                  | Athleten                                                                                                  | Zeit                       |
| ----- | --------------------- | --- | -------------------------- |
| 1     | Quick-Step Floors     | Maximilian Schachmann / Laurens De Plus / Yves Lampaert / Bob Jungels / Kasper Asgreen / Niki Terpstra    | 1:07:25,94 h (55,522 km/h) |
| 2     | Team Sunweb           | Wilco Kelderman / Chad Haga / Michael Matthews / Tom Dumoulin / Sam Oomen / Søren Kragh Andersen          | + 18,46 s                  |
| 3     | BMC Racing Team       | Greg Van Avermaet / Rohan Dennis / Patrick Bevin / Damiano Caruso / Tejay van Garderen / Stefan Küng      | + 19,55 s                  |
| 4     | Team Sky              | Owain Doull / Wassil Kiryjenka / Michał Kwiatkowski / Jonathan Castroviejo / Gianni Moscon / Ian Stannard | + 44,96 s                  |
| 5     | Mitchelton-Scott      | Cameron Meyer / Jack Bauer / Michael Hepburn / Luke Durbridge / Daryl Impey / Matteo Trentin              | + 56,68 s                  |
| 6     | Movistar Team         | Jasha Sütterlin / Andrey Amador / Marc Soler / Imanol Erviti / Nélson Oliveira / Winner Anacona           | + 1:31,70 min              |
| 7     | Trek-Segafredo        | Ryan Mullen / Matthias Brändle / Fabio Felline / Michael Gogl / Toms Skujiņš / Julien Bernard             | + 2:03,97 min              |
| 8     | Bora-hansgrohe        | Maciej Bodnar / Gregor Mühlberger / Patrick Konrad / Lukas Pöstlberger / Felix Großschartner / Daniel Oss | + 2:07,24 min              |
| 9     | CCC Sprandi Polkowice | Adrian Kurek / Szymon Sajnok / Kamil Gradek / Mateusz Taciak / Łukasz Owsian / Jan Tratnik                | + 2:37,44 min              |
| 10    | Astana Pro Team       | Hugo Houle / Tanel Kangert / Andrij Hrywko / Michael Valgren / Alexei Luzenko / Magnus Cort Nielsen       | + 2:53,79 min              |

Streckenlänge: 62,4 Kilometer

Es gingen insgesamt 22 Teams an den Start.

## Ergebnisse Männer U23

### Straßenrennen
| Platz | Athlet           | Land | Zeit        |
| ----- | ---------------- | ---- | ----------- |
| 1     | Marc Hirschi     | SUI  | 4:24:05 h   |
| 2     | Bjorg Lambrecht  | BEL  | + 15 s      |
| 3     | Jaakko Hänninen  | FIN  | + 15 s      |
| 4     | Gino Mäder       | SUI  | + 35 s      |
| 5     | Mark Padun       | UKR  | + 37 s      |
| 6     | Jaime Castrillo  | ESP  | + 45 s      |
| 7     | Tadej Pogačar    | SLO  | + 47 s      |
| 8     | Ethan Hayter     | GBR  | gl. Zeit    |
| 9     | Patrick Müller   | SUI  | gl. Zeit    |
| 10    | James Shaw       | GBR  | gl. Zeit    |
|       |                  | …    |             |
| 14    | Georg Zimmermann | GER  | + 1:06 min  |
| 23    | Lennard Kämna    | GER  | + 3:50      |
| 29    | Max Kanter       | GER  | + 5:41 min  |
| 56    | Lukas Rüegg      | SUI  | + 9:54      |
| 58    | Dimitri Bussard  | SUI  | + 10:47 min |
| 62    | Florian Stork    | GER  | gl. Zeit    |
| 87    | Florian Nowak    | GER  | gl. Zeit    |

Streckenlänge: 179,5 Kilometer

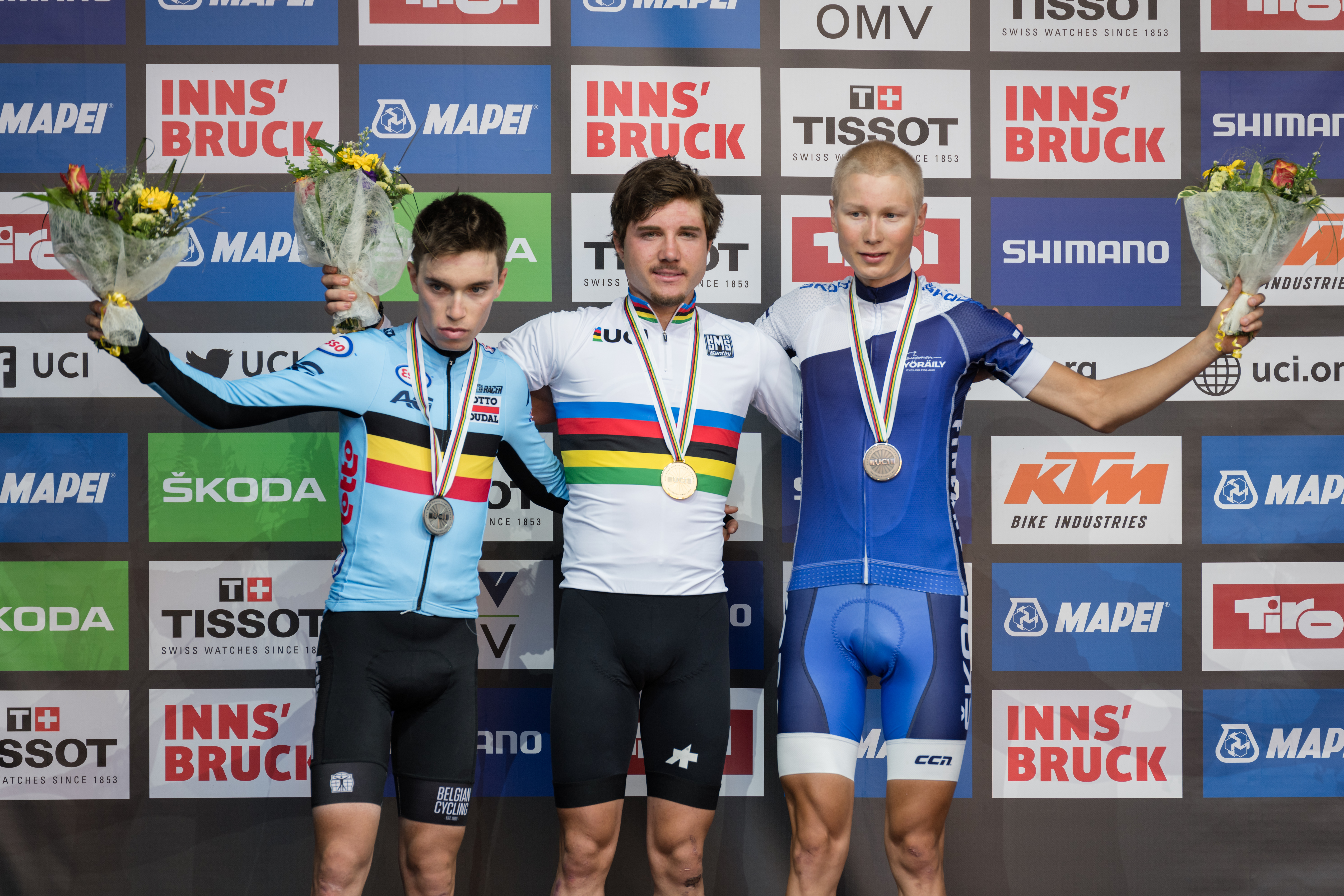
Podium der U23-Männer (v. l. n. r.): Bjorg Lambrecht, Marc Hirschi, Jaakko Hanninen

Weltmeister wurde Marc Hirschi, der am letzten Anstieg wie auch Jaako Hanninen einer Attacke des belgischen Favoriten Bjorg Lambrecht folgen konnte und in der folgenden Abfahrt seine Begleiter distanzierte.
Es starteten 178 Fahrer aus 52 Ländern, von denen 90 das Ziel erreichten.

### Einzelzeitfahren
| Platz | Athlet            | Land | Zeit (min)             | Abstand       |
| ----- | ----------------- | ---- | ---------------------- | ------------- |
| 1     | Mikkel Bjerg      | DEN  | 32:31,05 (51,111 km/h) |               |
| 2     | Brent Van Moer    | BEL  | 33:04,52               | + 33,47 s     |
| 3     | Mathias Norsgaard | DEN  | 33:09,35               | + 38,30 s     |
| 4     | Edoardo Affini    | ITA  | 33:15,53               | + 44,48 s     |
| 5     | Ethan Hayter      | GBR  | 33:16,70               | + 45,65 s     |
| 6     | Tobias Foss       | NOR  | 33:21,65               | + 50,60 s     |
| 7     | Brandon McNulty   | USA  | 48:37,19               | + 52,79 s     |
| 8     | Stefan de Bod     | RSA  | 33:30,48               | + 59,43 s     |
| 9     | Matteo Sobrero    | ITA  | 33:32,44               | + 1:01,39 min |
| 10    | Callum Scotson    | AUS  | 33:32,57               | + 1:01,52 min |
|       |                   | …    |                        |               |
| 11    | Stefan Bissegger  | SUI  | 33:32,95               | + 1:01,90 min |
| 12    | Patrick Gamper    | AUT  | 33:34,58               | + 1:03,53 min |
| 14    | Lennard Kämna     | GER  | 33:35,71               | + 1:04,66 min |
| 15    | Max Kanter        | GER  | 33:36,09               | + 1:05,04 min |
| 34    | Markus Wildauer   | AUT  | 34:15,98               | + 1:44,93 min |
| 39    | Marc Hirschi      | SUI  | 34:38,25               | + 2:07,20 min |

Streckenlänge: 27,7 Kilometer.

Es waren 71 Fahrer aus 42 Nationen gemeldet, ein Fahrer ging nicht an den Start.

## Ergebnisse Juniorinnen

### Straßenrennen
| Platz | Athletin            | Land | Zeit        |
| ----- | ------------------- | ---- | ----------- |
| 1     | Laura Stigger       | AUT  | 1:56:26 h   |
| 2     | Marie Le Net        | FRA  | gl. Zeit    |
| 3     | Simone Boilard      | CAN  | gl. Zeit    |
| 4     | Barbara Malcotti    | ITA  | gl. Zeit    |
| 5     | Jade Wiel           | FRA  | + 14 s      |
| 6     | Vittoria Guazzini   | ITA  | + 14 s      |
| 7     | Camilla Alessio     | ITA  | + 29 s      |
| 8     | Aigul Garejewa      | RUS  | + 56 s      |
| 9     | Mie Saabye          | DEN  | + 1:52 min  |
| 10    | Maina Galand        | FRA  | + 1:52 min  |
|       |                     | …    |             |
| 19    | Hannah Ludwig       | GER  | + 1:57 min  |
| 51    | Tina Züger          | SUI  | + 5:47 min  |
| 52    | Dorothea Heitzmann  | GER  | + 5:47 min  |
| 57    | Ricarda Bauernfeind | GER  | + 6:28 min  |
| 62    | Noemi Rüegg         | SUI  | + 7:30 min  |
| 69    | Katharina Hechler   | GER  | + 8:45 min  |
| 82    | Hannah Streicher    | AUT  | + 11:54 min |

Streckenlänge: 70,8 Kilometer

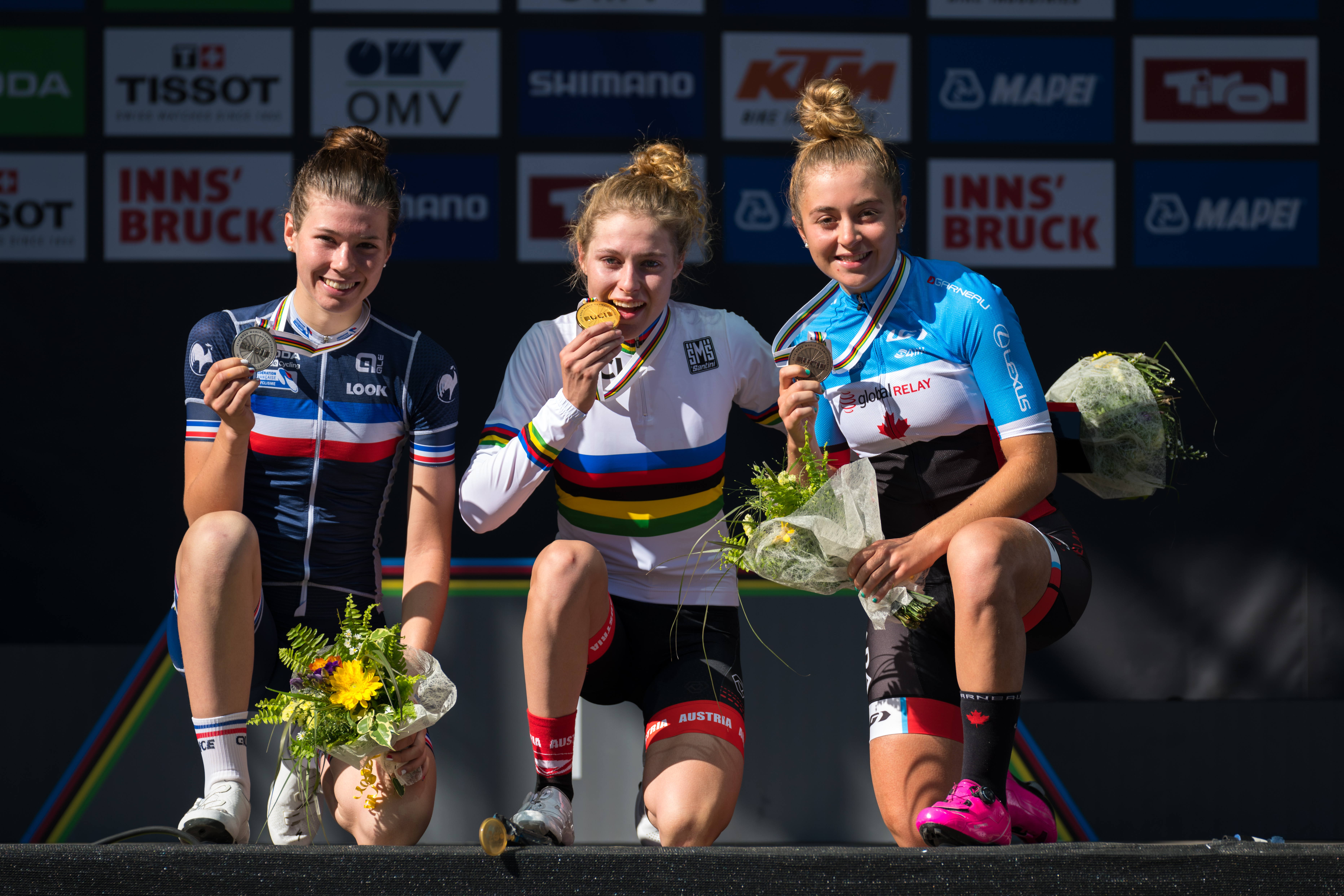
Podium der Juniorinnen (v. l. n. r.): Marie le Net, Laura Stigger, Simone Boilard

Weltmeisterin wurde im Sprint einer vierköpfigen Spitzengruppe Laura Stigger, die bereits bei den Mountainbike-Weltmeisterschaften 2018 den Titel im Cross-Country gewann.
Es starteten 102 Fahrerinnen aus 37 Nationen; 93 Fahrerinnen kamen ins Ziel.

### Einzelzeitfahren
| Platz | Athletin             | Land | Zeit (min)             | Abstand       |
| ----- | -------------------- | ---- | ---------------------- | ------------- |
| 1     | Rozemarijn Ammerlaan | NED  | 27:02,95 (43,920 km/h) |               |
| 2     | Camilla Alessio      | ITA  | 27:09,75               | + 6,80 s      |
| 3     | Elynor Bäckstedt     | GBR  | 27:20,89               | + 17,94 s     |
| 4     | Pfeiffer Georgi      | GBR  | 27:24,84               | + 21,89 s     |
| 5     | Simone Boilard       | FRA  | 27:27,06               | + 24,11 s     |
| 6     | Vittoria Guazzini    | ITA  | 27:27,59               | + 24,64 s     |
| 7     | Aigul Garejewa       | RUS  | 24:42.31               | + 24,66 s     |
| 8     | Marie Le Net         | FRA  | 27:28,64               | + 25,69 s     |
| 9     | Marta Jaskulska      | POL  | 27:31,19               | + 28,24 s     |
| 10    | Hannah Ludwig        | GER  | 27:31,88               | + 28,93 s     |
|       |                      | …    |                        |               |
| 22    | Dorothea Heitzmann   | GER  | 28:27,69               | + 1:24,74 min |
| 31    | Noemi Rüegg          | SUI  | 29:00,66               | + 1:57.71 min |

Streckenlänge: 19,8 Kilometer

Es starteten 46 Fahrerinnen aus 26 Nationen.

## Ergebnisse Junioren

### Straßenrennen
| Platz | Athlet              | Land | Zeit        |
| ----- | ------------------- | ---- | ----------- |
| 1     | Remco Evenepoel     | BEL  | 3:03:49 h   |
| 2     | Marius Mayrhofer    | GER  | + 1:25 min  |
| 3     | Alessandro Fancellu | ITA  | + 1:38 min  |
| 4     | Alexandre Balmer    | SUI  | gl. Zeit    |
| 5     | Frederik Wandahl    | DEN  | + 3:20 min  |
| 6     | Gabriele Benedetti  | ITA  | gl. Zeit    |
| 7     | Alois Charrin       | FRA  | gl. Zeit    |
| 8     | Kevin Vermaerke     | USA  | gl. Zeit    |
| 9     | Antonio Tiberi      | ITA  | gl. Zeit    |
| 10    | Sean Quinn          | USA  | + 3:25 min  |
|       |                     | …    |             |
| 14    | Jakob Geßner        | GER  | + 6:41 min  |
| 19    | Jonathan Bogli      | SUI  | + 7:20 min  |
| 27    | Michel Heßmann      | GER  | + 10:55 min |
| 31    | Kim Heiduk          | GER  | + 12:14 min |
| 38    | Felix Engelhardt    | GER  | + 15:02 min |
| 57    | Jakob Reiter        | AUT  | + 18:15 min |
| 64    | Simon Imboden       | SUI  | + 18:57 min |
| 67    | Ruben Eggenberg     | SUI  | + 19:00 min |

Streckenlänge: 131,8 Kilometer

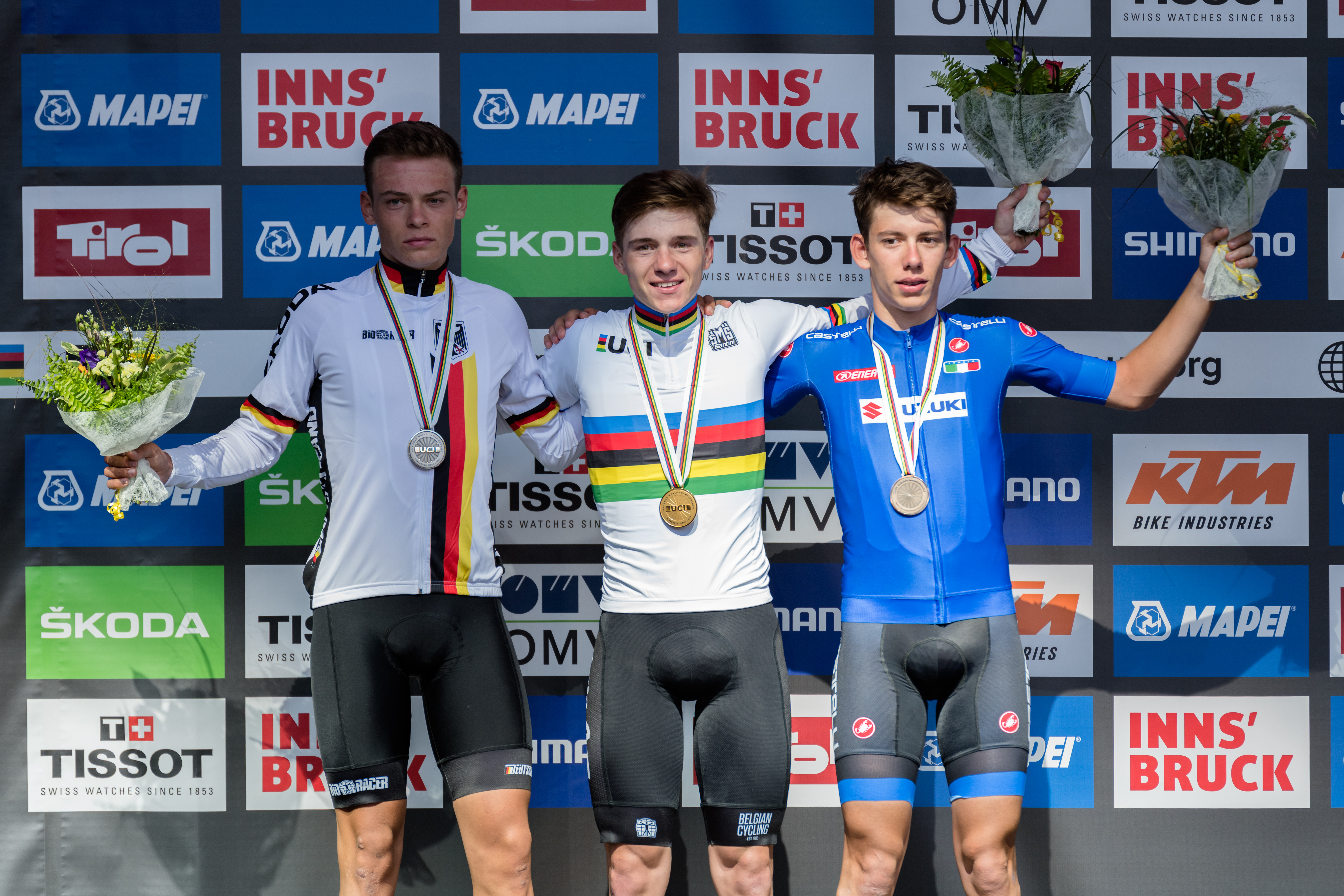
Podium der Junioren (v. l. n. r.): Marius Mayrhofer, Remco Evenepoel, Alessandro Fancellu

Weltmeister wurde Remco Evenepoel, der zuvor schon das Einzelzeitfahren gewonnen hatte. Er distanzierte 20 Kilometer vor dem Ziel seinen letzten Begleiter Marius Mayrhofer.
Es gingen 159 Fahrer aus 54 Nationen an den Start, 75 Fahrer konnten das Rennen nicht beenden.

### Einzelzeitfahren
| Platz | Athlet             | Land | Zeit (min)             | Abstand (min) |
| ----- | ------------------ | ---- | ---------------------- | ------------- |
| 1     | Remco Evenepoel    | BEL  | 33:15,24 (49,979 km/h) |               |
| 2     | Lucas Plapp        | AUS  | 34:38,90               | + 1:23,66     |
| 3     | Andrea Piccolo     | ITA  | 34:52,86               | + 1:37,62     |
| 4     | Michel Heßmann     | GER  | 35:02,93               | + 1:47,69     |
| 5     | Søren Wærenskjold  | NOR  | 35:05,54               | + 1:50.30     |
| 6     | Manuel Michielsen  | NED  | 35:26,13               | + 2:10,89     |
| 7     | Ilan Van Wilder    | BEL  | 35:36,56               | + 2:21,32     |
| 8     | Joseph Laverick    | GBR  | 35:37,08               | + 2:21,84     |
| 9     | Jacob Hindsgaul    | DEN  | 35:41,76               | + 2:26,52     |
| 10    | Michael Garrison   | USA  | 35:48,19               | + 2:32.95     |
|       |                    | …    |                        |               |
| 11    | Alexandre Balmer   | SUI  | 35:53,66               | + 2:38.42     |
| 12    | Jakob Geßner       | GER  | 36:00,88               | + 2:45,64     |
| 24    | Valentin Götzinger | AUT  | 36:45,48               | + 3:30,24     |
| 30    | Maximilian Kabas   | AUT  | 36:57,15               | + 3:41,91     |
| 42    | Dominik Bieler     | SUI  | 37:39,27               | + 4:24,03     |

Streckenlänge: 27,7 Kilometer

Es gingen 71 Fahrer aus 40 Nationen an den Start, ein Fahrer konnte das Rennen nicht beenden.

## Medaillenspiegel
(ohne Mannschaftszeitfahren)
| Rang  | Land           | Gold | Silber | Bronze | Gesamt" |
| ----- | -------------- | ---- | ------ | ------ | ------- |
| 1     | Niederlande    | 3    | 2      | 1      | 6       |
| 2     | Belgien        | 2    | 2      | 1      | 5       |
| 3     | Australien     | 1    | 2      | 0      | 3       |
| 4     | Dänemark       | 1    | 0      | 1      | 2       |
| 5     | Österreich     | 1    | 0      | 0      | 1       |
| 5     | Spanien        | 1    | 0      | 0      | 1       |
| 5     | Schweiz        | 1    | 0      | 0      | 1       |
| 8     | Frankreich     | 0    | 2      | 0      | 2       |
| 9     | Italien        | 0    | 1      | 3      | 4       |
| 10    | Deutschland    | 0    | 1      | 0      | 1       |
| 11    | Kanada         | 0    | 0      | 2      | 2       |
| 12    | Finnland       | 0    | 0      | 1      | 1       |
| 12    | Großbritannien | 0    | 0      | 1      | 1       |
| Total | Total          | 10   | 10     | 10     | 30      |

## Aufgebote

### Bund Deutscher Radfahrer
Elite Frauen
- Zeitfahren: Lisa Brennauer, Trixi Worrack
- Straßenrennen: Charlotte Becker, Lisa Brennauer, Kathrin Hammes, Lisa Klein, Clara Koppenburg, Liane Lippert, Trixi Worrack. Während der WM erkrankte die Fahrerin Lisa Klein, für sie rückte Christa Riffel nach, um das Straßenrennen zu bestreiten.[9]

Elite Männer
- Zeitfahren: Tony Martin, Maximilian Schachmann
- Straßenrennen: Emanuel Buchmann, Marcus Burghardt, Nico Denz, Simon Geschke, Paul Martens, Maximilian Schachmann

U23 Männer
- Zeitfahren: Max Kanter, Lennard Kämna
- Straßenrennen: Patrick Haller, Max Kanter, Lennard Kämna, Jonas Rutsch, Florian Stork, Georg Zimmermann

Juniorinnen
- Zeitfahren: Dorothea Heitzmann, Hannah Ludwig
- Straßenrennen: Ricarda Bauernfeind, Katharina Hechler, Dorothea Heitzmann, Hannah Ludwig

Junioren
- Zeitfahren: Jakob Geßner, Michel Heßmann
- Straßenrennen: Pirmin Benz, Felix Engelhardt, Jakob Geßner, Kim Heiduk, Michel Heßmann, Marius Mayrhofer

### Österreichischer Radsport-Verband
Elite Männer
- Zeitfahren: Matthias Brändle, Georg Preidler
- Straßenrennen: Patrick Konrad, Felix Großschartner, Gregor Mühlberger, Michael Gogl, Georg Preidler

### Swiss Cycling
Elite Frauen
- Zeitfahren: Marlen Reusser
- Straßenrennen: Sina Frei, Nicole Hanselmann, Jolanda Neff

Elite Männer
- Zeitfahren: Silvan Dillier, Stefan Küng
- Straßenrennen: Mathias Frank, Kilian Frankiny, Steve Morabito, Sébastien Reichenbach, Michael Schär, Patrick Schelling

U23 Männer
- Zeitfahren: Stefan Bissegger, Marc Hirschi
- Straßenrennen: Dimitri Bussard, Marc Hirschi, Gino Mäder, Patrick Müller, Lukas Rüegg, Joab Schneiter

Juniorinnen
- Zeitfahren: Noemi Rüegg
- Straßenrennen: Noemi Rüegg, Lara Stehli, Tina Züger

Junioren
- Zeitfahren: Alexandre Balmer, Dominik Bieler
- Straßenrennen: Alexandre Balmer, Jonathan Bögli, Ruben Eggenberg, Igor Humbert, Simon Imboden